# Dance First
Dance First je životopisný film o Samuelu Beckettovi z roku 2023, který natočil režisér James Marsh podle scénáře Neila Forsytha. Dospělého Becketta ztvárnil Gabriel Byrne a dále ve filmu vystupovali například Aidan Gillen (James Joyce), Maxine Peake (Barbara Bray, překladatelka), Sandrine Bonnaire (Suzanne Dechevaux-Dumesnil, Beckettova manželka) a Bronagh Gallagher (Nora Barnacleová, Joyceova manželka). Film byl oznámen v listopadu 2021. Natáčení začalo koncem května 2022 v Budapešti. Premiéra filmu proběhla 30. září 2023 na 71. ročníku Mezinárodního filmového festivalu v San Sebastiánu a do britských kin byl uveden 3. listopadu téhož roku.